# Tor der Steuern

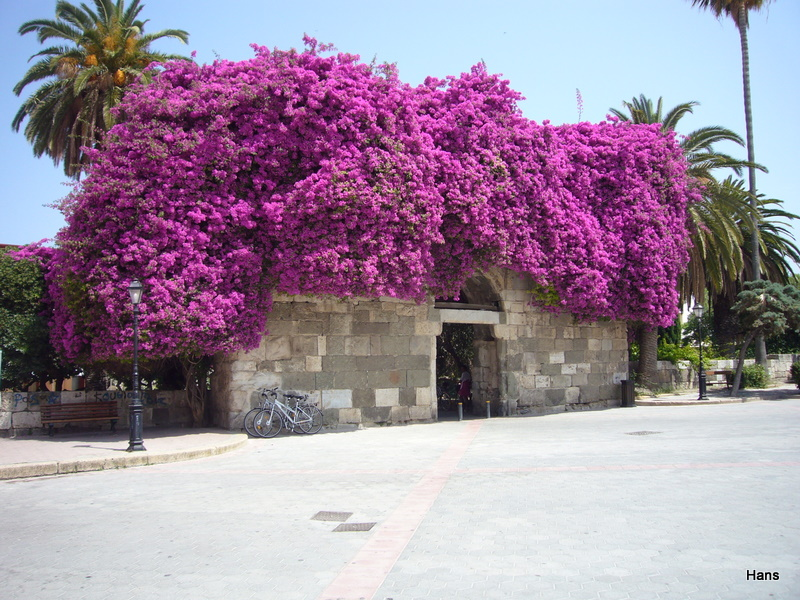
Das Tor der Steuern, üppig bewachsen mit blühenden Bougainvilléen, im Juni 2009

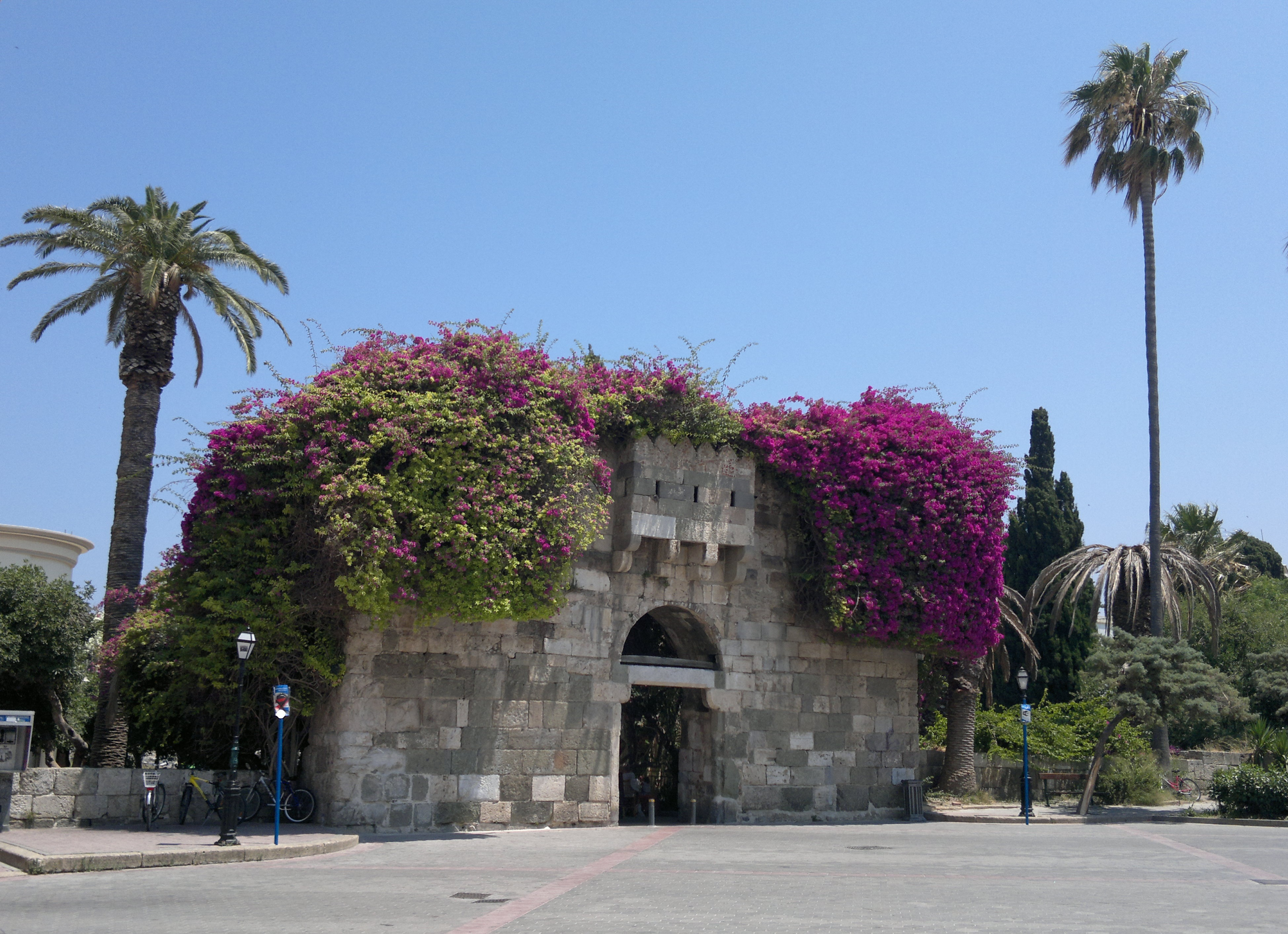
Im Juni 2011

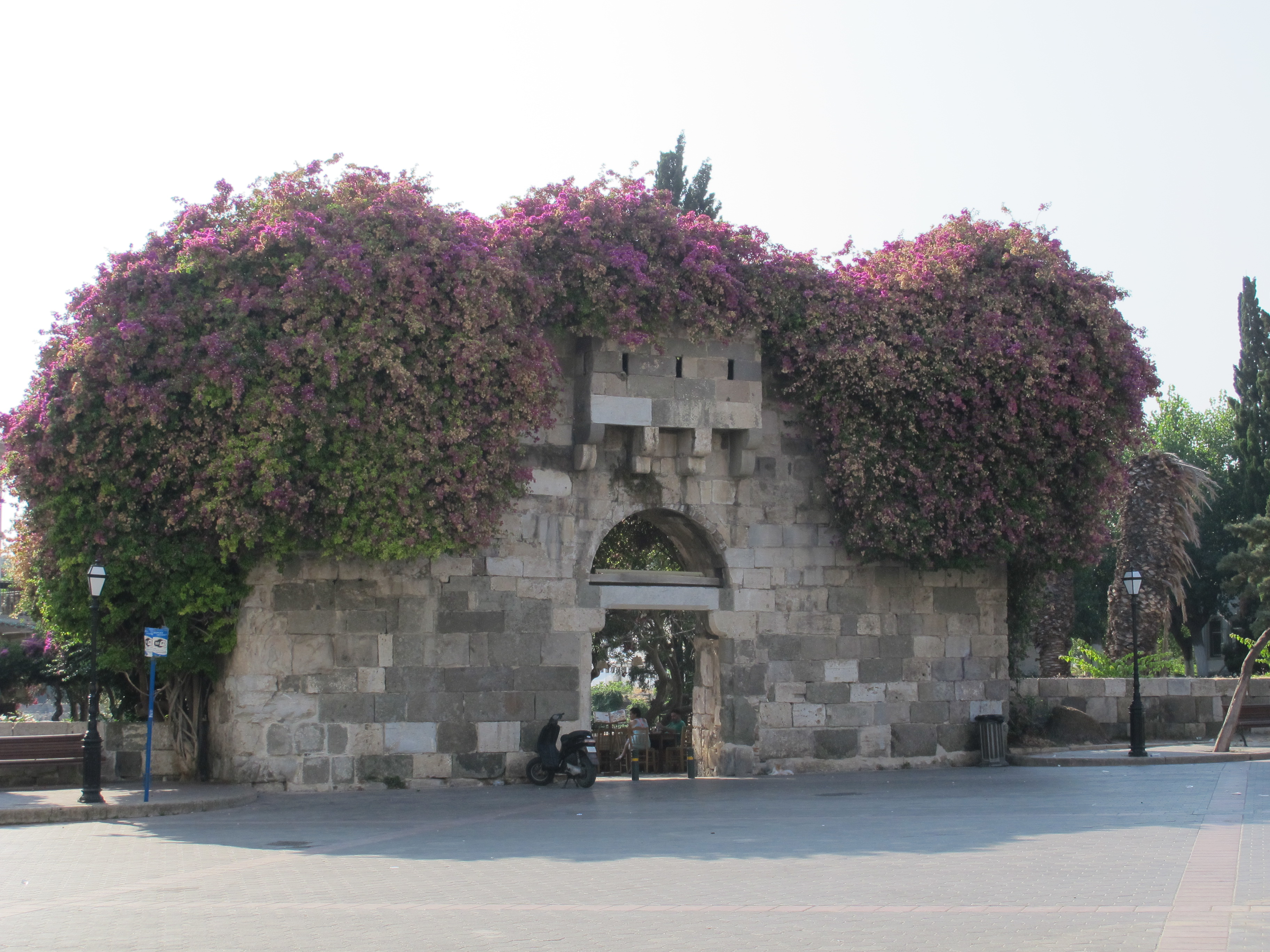
Im Juli 2013

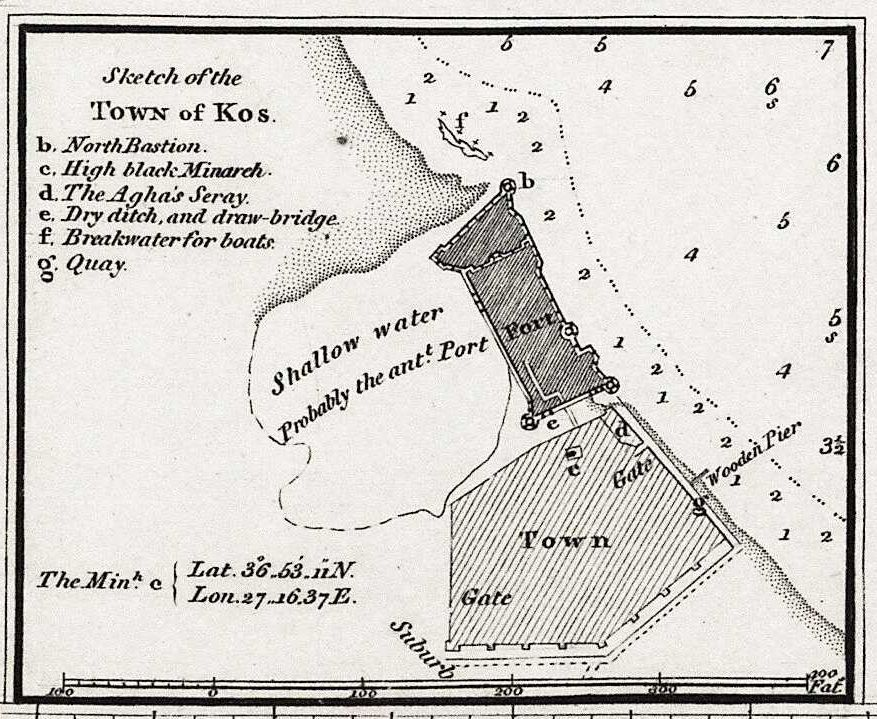
Die Burg und die befestigte Stadt (Stadtmauern) Kos 1811. Das Tor der Steuern ist auf diesem Plan das linke Tor (Gate)

Das Tor der Steuer (griechisch Πορτά του Φόρου Portá tou Fórou, daher auch Fórou-Tor genannt) war Teil der mittelalterlichen Wehrmauer, die einen Teil der Stadt Kos auf der griechischen Insel Kos schützte.

## Name
Der Name des Tores wurde von der hier durchgeführten Tätigkeit der Steuereinhebung abgeleitet. Händler, die das Tor passieren wollten, um zum Markt zu gelangen, mussten hier für ihre Waren Steuern (Φόρου Fórou) bezahlen.

## Lage
Das Tor der Steuern befindet sich hinter der Defterdar-Moschee (Platia Eleftherias). Das Tor ist rund 100 Meter vom Hafen Mandraki der Stadt Kos entfernt. Neben dem Tor der Steuern ist in diesem Bereich von der mittelalterlichen Wehranlage noch die „Süd-Ost-Bastion“ erhalten geblieben (etwa 40 m nördlich gelegen). Durch das Tor kann unter anderem die Ausgrabungsstätte Agora betreten werden.

## Geschichte
Die Befestigungen in der Stadt Kos mit diesem Tor der Steuern wurde auf Anweisung des Johanniterordens zwischen 1391 und 1396 errichtet.
Auch das Tor der Steuern wurde beim Erdbeben am 20./21. Juli 2017 beschädigt. Für die Überprüfung und Restaurierung mussten die Bougainvilléen entfernt werden.